# الأمر رقم 227

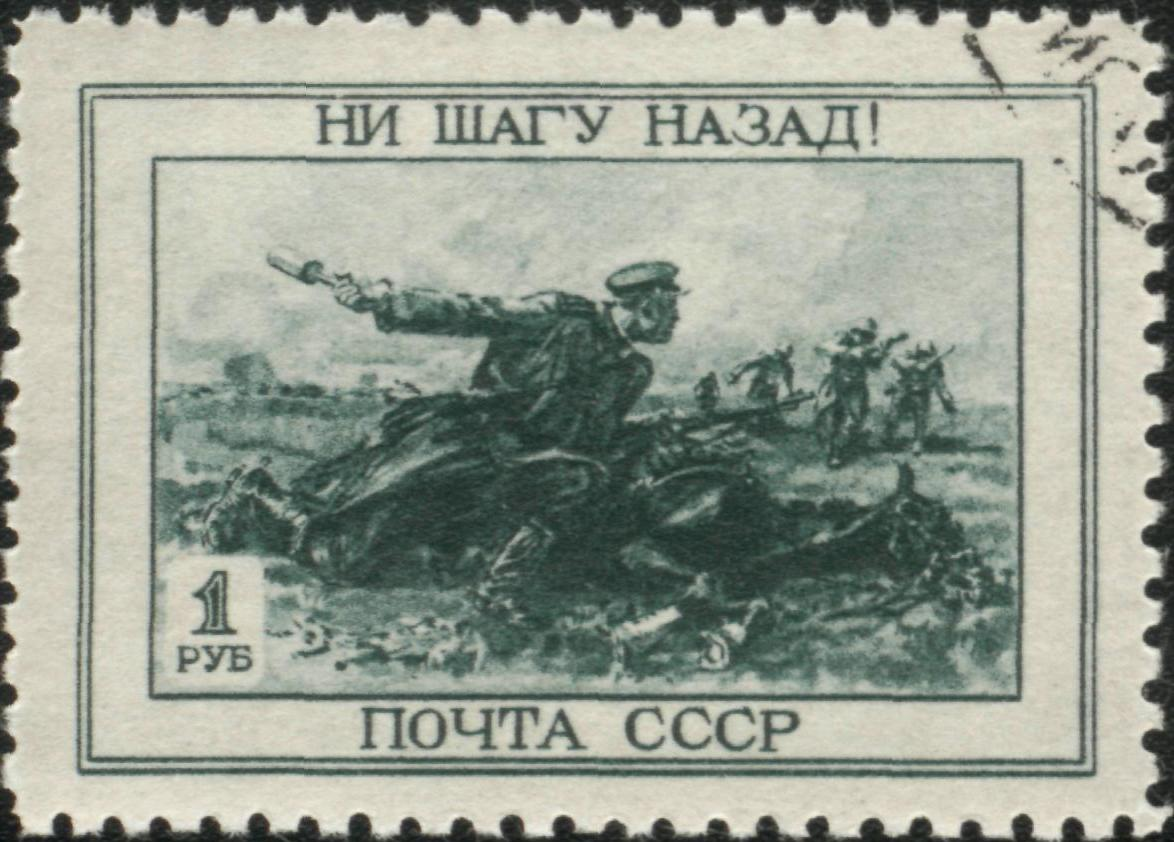
طابع بريدي سوفيتي يصور بوليتروك يلقي بقنبلة مع عبارة "لا خطوة للوراء!".

الأمر رقم 227 (الروسية: Приказ № 227، رومنة: Prikaz No. 227) كان أمرًا صادرًا في 28 يوليو 1942 من قبل جوزيف ستالين، كمفوض الشعب للدفاع. الأمر مشتهر بعبارة "لا خطوة للوراء!" (!Ни шагу назад)،  والذي أصبح الشعار الأساسي للصحافة السوفيتية في صيف عام 1942.
نص الأمر رقم 227 على أن كل جبهة يجب أن تنشئ من واحدة إلى ثلاث كتائب جزائية (الروسية: штрафной батальон)، بما يصل إلى 800 من القادة من الرتب المتوسطة والقادة رفيعي المستوى المتهمين بالمشاكل الانضباطية، الذين أُرسلوا إلى أخطر القطاعات في الخطوط الأمامية. من عام 1942 إلى عام 1945، حُكم على ما مجموعه 422,700 من أفراد الجيش الأحمر في كتائب جزائية نتيجة للمحاكم العسكرية. كما وجه الأمر بأن على كل جيش إنشاء "مفارز مانعة" في العمق من شأنها أن تطلق النار على "مروجي الذعر والجبناء".
كان الهدف من الأمر تحفيز الروح المعنوية للجيش الأحمر الذي يعاني من ضغوط شديدة والتأكيد على الوطنية، وكان له تأثير ضار بشكل عام ولم يتم تنفيذه باستمرار من قبل القادة الذين رأوا تحويل القوات لإنشاء مفارز مانعة على أنه إهدار للقوى العاملة. في 29 أكتوبر 1944، حُلت المفارز المانعة بموجب أمر ستالين رقم 349 مشيرًا إلى الوضع المتغير في الجبهة.

## تاريخ
خلال الجزء الأول من الحرب على الجبهة الشرقية، عانى السوفيت من خسائر فادحة إلى جانب التراجع الجماعي والهجران. أصدر ستالين الأمر رقم 227 الذي يعتزم إعادة فرض الانضباط في الجيش الأحمر في المعركة ضد الفيرماخت وفافن إس إس:
العدو يرمي قوات جديدة إلى الجبهة دون اعتبار للخسائر الفادحة ويتغلغل في عمق الاتحاد السوفيتي، ويستولي على مناطق جديدة، ويدمر مدننا وقرانا، وينتهك وينهب ويقتل الشعب السوفيتي. يستمر القتال في منطقة فورونيج، بالقرب من دون، في الجنوب، وعند بوابات شمال القوقاز. يتوغل الغزاة الألمان في اتجاه ستالينجراد، إلى الفولغا ويريدون بأي ثمن محاصرة كوبان وشمال القوقاز بنفطهن وحبوبهن. لقد استولى العدو بالفعل على فوروشيلوفغراد وستاروبيلسك وروسوش وكوبيانسك وفالويكي ونوفوتشركاسك وروستوف ون دون ونصف فورونيج. ترك جزء من قوات الجبهة الجنوبية روستوف ونوفوتشركاسك، بعد مثيري الذعر، دون مقاومة شديدة ودون أوامر من موسكو، وغطوا راياتهم بالعار.
سكان بلدنا، الذين يحبون ويحترمون الجيش الأحمر، يبدأون في الإحباط بها ويفقدون الثقة في الجيش الأحمر، ويلعن الكثيرون الجيش الأحمر لترك شعبنا تحت نير الظالمين الألمان، وهو نفسه يركض شرقًا.
بعض الأشخاص الأغبياء في الجبهة يهدئون أنفسهم بالحديث عن أنه يمكننا التراجع أكثر إلى الشرق، حيث لدينا الكثير من الأراضي، والكثير من الأرض، والكثير من السكان، وأنه سيكون هناك دائمًا الكثير من الخبز لنا. يريدون تبرير السلوك الشائن في الجبهة. لكن مثل هذا الكلام باطل، ولا يساعد إلا أعدائنا.
يجب على كل قائد وجندي في الجيش الأحمر ومفوض سياسي أن يفهموا أن وسائلنا ليست بلا حدود. أراضي الدولة السوفيتية ليست صحراء، بل شعب - عمال، فلاحون، مثقفون، آباؤنا، أمهاتنا، زوجاتنا، إخواننا، أطفالنا. أراضي الاتحاد السوفيتي التي استولى عليها العدو ويهدف إلى الاستيلاء عليها هي الخبز ومنتجات أخرى للجيش والمعادن والوقود للصناعة والمصانع التي تزود الجيش بالأسلحة والذخيرة والسكك الحديدية. بعد خسارة أوكرانيا، وبيلاروسيا، وجمهوريات البلطيق، ودونيتزك، ومناطق أخرى، أصبح لدينا مساحة أقل بكثير، وعدد أقل بكثير من الناس، والخبز، والمعادن، والمصانع. لقد فقدنا أكثر من 70 مليون شخص، وأكثر من 800 مليون رطل من الخبز سنويًا وأكثر من 10 ملايين طن من المعدن سنويًا. الآن ليس لدينا سيطرة على الألمان في الاحتياطيات البشرية، في احتياطيات الخبز. لمزيد من التراجع - يعني أن نضيع أنفسنا ونضيع في نفس الوقت وطننا الأم.
لذلك من الضروري القضاء على الحديث عن أن لدينا القدرة على التراجع إلى ما لا نهاية، وأن لدينا الكثير من الأراضي، وأن بلادنا كبيرة وغنية، وأن هناك عددًا كبيرًا من السكان، وأن الخبز سيكون دائمًا وفيرًا. مثل هذا الكلام كاذب وطفلي، يضعفنا ويفيد العدو، إذا لم نتوقف عن التراجع سنكون بلا خبز، بلا وقود، بدون معدن، بدون مواد خام، بدون مصانع، بدون سكك حديدية.
ومضى يقول إن القيادة العامة العليا للجيش الأحمر تتولى الأمر:
أ) القضاء دون قيد أو شرط على مزاج التراجع في القوات وباستخدام الدعاية القوية التي تشير إلى أنه يمكننا وينبغي علينا التراجع إلى الشرق أكثر، وأن هذا الانسحاب لن يسبب أي ضرر؛
ب) إزالة قادة الجيش من مواقعهم دون قيد أو شرط وإرسالهم إلى القيادة العليا للمحاكمة العسكرية الذين سمحوا بانسحاب القوات غير المصرح به من المواقع المحتلة، دون أمر من قيادة الجبهة.
ج) تشكيل داخل كل جبهة من واحدة إلى ثلاث (حسب الحالة) كتائب جزائية (800 شخص) حيث القادة والقادة الكبار والمفوضون المناسبون لجميع أذرع الخدمة الذين أدينوا بخرق الانضباط بسبب الجبن أو الحيرة سيتم إرسالهم، ووضعهم في قطاعات أكثر صعوبة من الجبهة لمنحهم فرصة لتخليص جرائمهم ضد الوطن الأم بالدم.
2. المجالس العسكرية للجيوش، وقبل كل شيء قادة الجيش:
أ) إخراج قادة ومفوضين وسلكهم ومفوضيه العسكريين من مكاتبهم دون قيد أو شرط، ممن قبلوا انسحاب القوات من المواقع المحتلة دون أمر من قيادة الجيش، وتوجيههم إلى المجالس العسكرية للجبهات للمحاكم العسكرية؛
ب) تشكيل في حدود كل جيش من 3 إلى 5 فرق دفاعية مسلحة تسليحا جيدا (حتى 200 فرد في كل منها)، ووضعها مباشرة خلف الفرق غير المستقرة والمطالبة بها في حالة الذعر والانسحابات المتفرقة لعناصر الفرق إلى إطلاق النار في مكانهم على مروجي الذعر والجبناء وبالتالي مساعدة الجنود الشرفاء في الفرقة على أداء واجبهم تجاه الوطن الأم؛
ج) تشكل ضمن حدود كل جيش ما يصل إلى عشرة (حسب الحالة) سرايا جزائية (من 150 إلى 200 فرد في كل منها) حيث يكون الجنود العاديون والقادة ذوو الرتب المنخفضة مذنبين بخرق النظام بسبب الجبن أو سيتم هزيمة الحيرة، ووضعهم في قطاعات صعبة من الجيش لمنحهم فرصة لتخليص جرائمهم ضد الوطن الأم بالدم.
3. يجب على قادة ومفوضي السلك والفرق:
أ) عزل قادة ومفوضي الأفواج والكتائب من مناصبهم دون قيد أو شرط، الذين قبلوا الانسحاب غير المبرر لقواتهم دون أمر من الفيلق أو قائد الفرقة، وأخذ أوامرهم وأوسامهم من مناصبهم، وتوجيههم إلى المجالس العسكرية للجبهات من أجل المحاكمة العسكرية.
ب) تقديم كل المساعدة والدعم للفرق الدفاعية للجيش في عملها لتعزيز النظام والانضباط في الوحدات.
يجب قراءة هذا الأمر في جميع الكتائب وأسراب الفرسان والبطاريات والأسراب والقيادات والمقرات.
مفوض الشعب للدفاع

## التأثير
كتب مشير الاتحاد السوفيتي ألكسندر فاسيليفسكي : "... يعتبر الأمر رقم 227 من أقوى الوثائق في سنوات الحرب بسبب محتواه الوطني والعاطفي ... كانت الوثيقة مدفوعة بأوقات عصيبة ومظلمة ... أثناء قراءتها كنا نفكر في أنفسنا إذا كنا نفعل كل ما يلزم للفوز بالمعركة." 
كان على كل جبهة إنشاء سرية عقابية للأفراد وضباط الصف. بحلول نهاية عام 1942، كان هناك 24,993 جنديًا يخدمون في كتائب جزائية، والتي زادت إلى 177,694 في عام 1943. انخفض العدد خلال العامين التاليين إلى 143,457 و81,766 جنديًا في عامي 1944 و1945 على التوالي. بلغ إجمالي أفراد الجيش الأحمر المحكوم عليهم من قبل المحاكم العسكرية 994,300، منهم 422,700 مكلفين بالكتائب العقابية و436,600 مسجون بعد النطق بالحكم. ولم يشمل 212,400 فارين لم يتم العثور عليهم وهربوا من حجز المناطق العسكرية.
في الأشهر الثلاثة الأولى، أطلقت المفارز المانعة 1000 جندي عقابي وأرسلت 24,000 إلى كتائب عقابية. وفقًا لقائمة داخلية للمفوضية الشعبية للشؤون الداخلية من أكتوبر 1942، تم القبض على 15,649 جنديًا من الذين فروا من خط المواجهة على جبهة ستالينجراد من 1 أغسطس 1942 إلى 15 أكتوبر 1942. ومن بين هؤلاء، تم سجن 244 جنديًا، وأعدم 278، و 218 تم إرسالهم إلى سرايا عقابية، و42 إلى كتائب جزائية، و14,833 للعودة إلى وحداتهم. بحلول أكتوبر 1942، تم إسقاط فكرة مفارز المنع المنتظمة بهدوء.

صفحات الأمر رقم 227
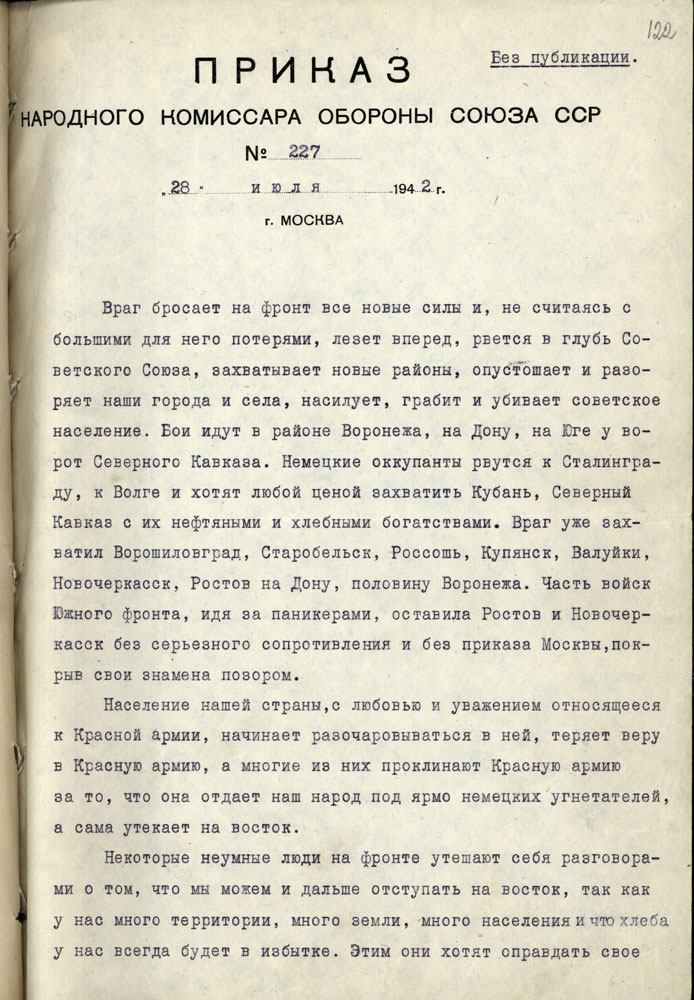
1
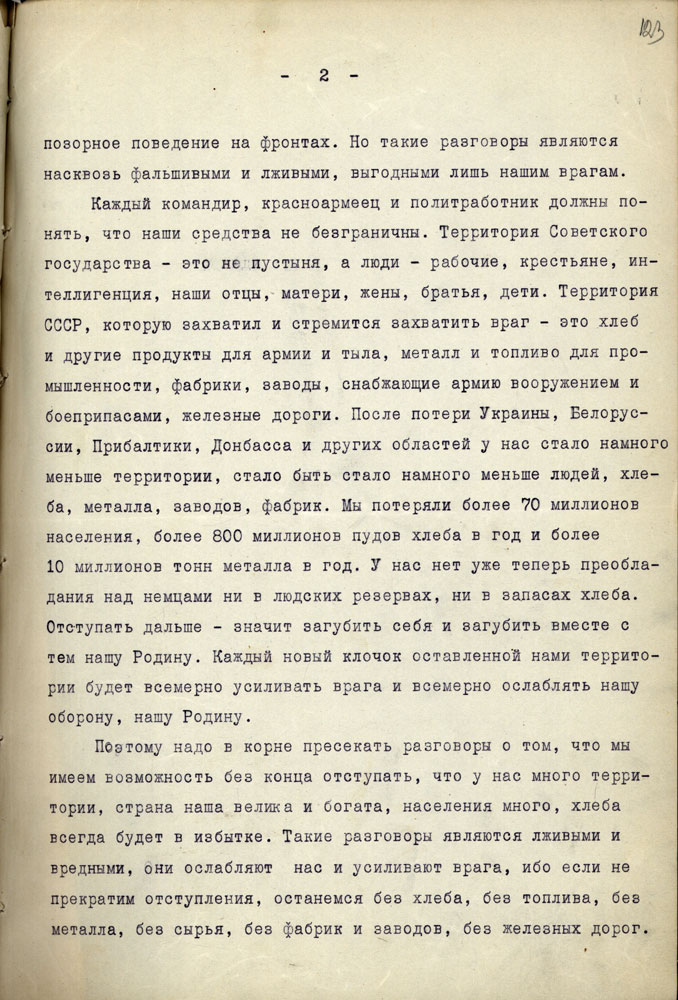
2
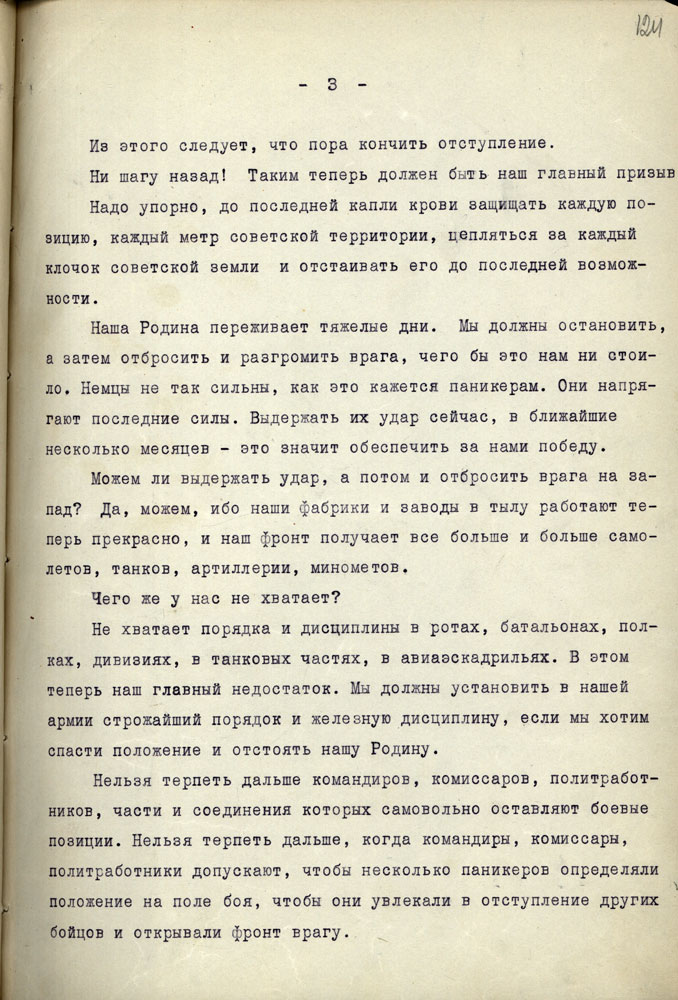
3
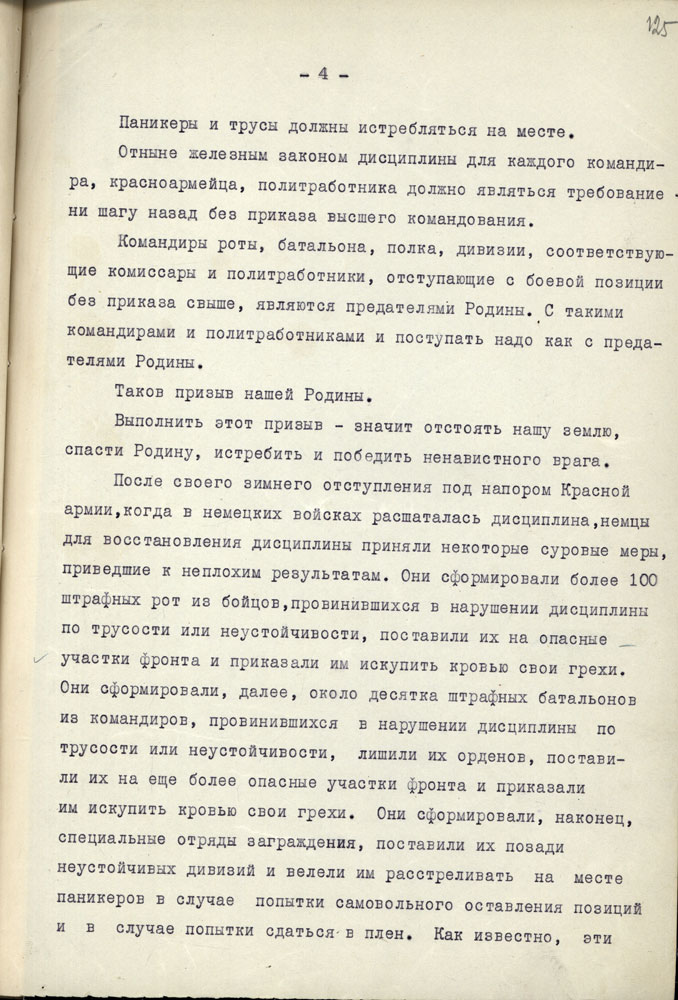
4
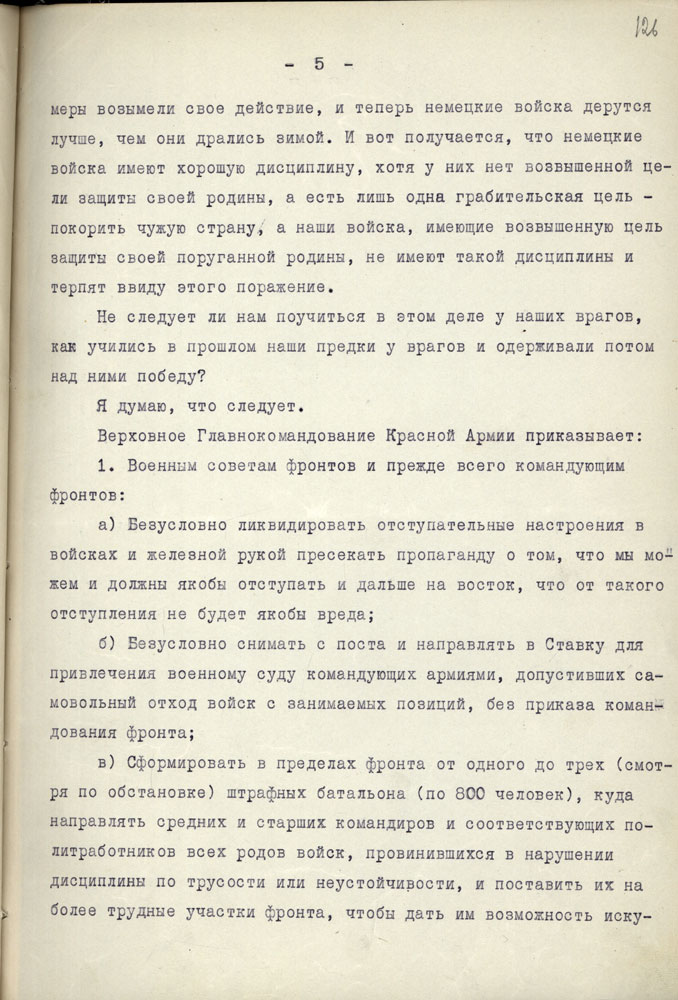
5
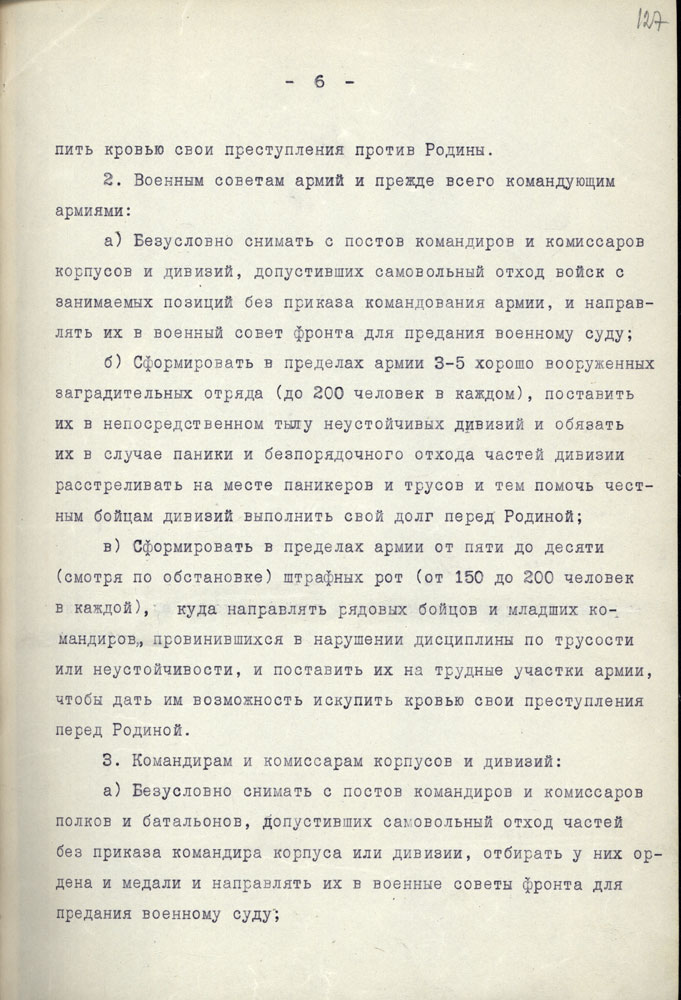
6
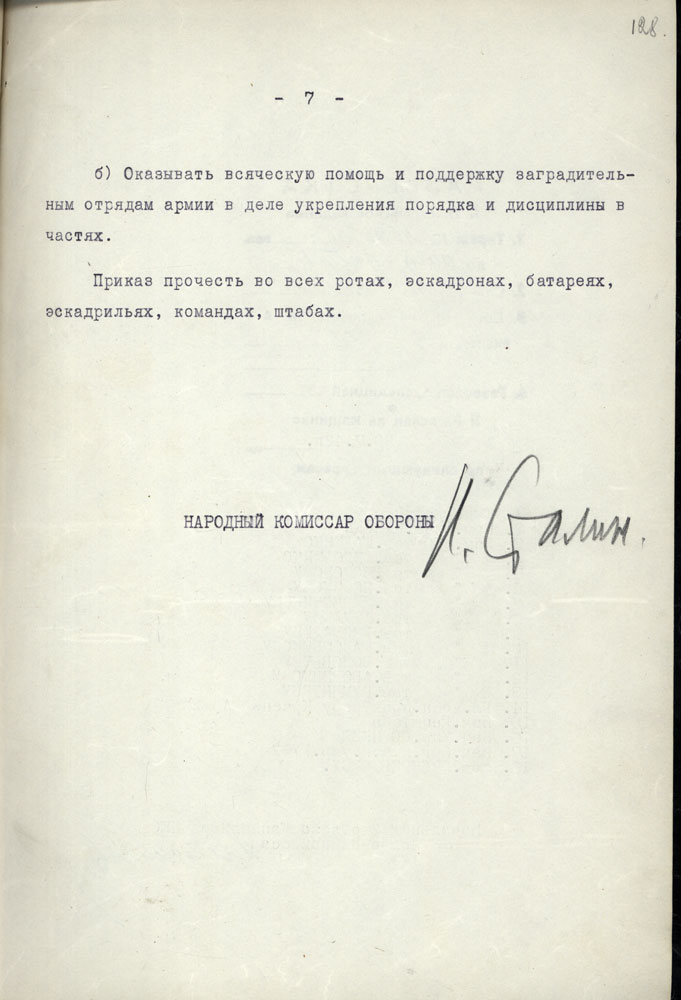
7

## ملحوظات
1. ↑  "Order No. 227, July 28, 1942, J. Stalin". TracesOfWar.com. 28 يوليو 1942. مؤرشف من الأصل في 2023-03-28. اطلع عليه بتاريخ 2020-12-07.
2. ↑  Roberts، Geoffrey (2006). Wars: From World War to Cold War, 1939–1953. نيو هيفن (كونيتيكت) and لندن: مطبعة جامعة ييل. ص. 132. ISBN:0-300-11204-1. OCLC:71164004. مؤرشف من الأصل في 2023-03-28.
3. ↑  Toppe، Alfred (1998). Night Combat. Washington, D.C.: United States Army Center of Military History. ص. 28. ISBN:978-0-7881-7080-5.
4. 1 2  Krivosheev، Grigori F (1997). Soviet Casualties and Combat Losses. لندن: Greenhill Books. ص. 91–92. ISBN:1-85367-280-7. OCLC:1023102965.
5. 1 2  Roberts، Geoffrey (2006). Wars: From World War to Cold War, 1939–1953. نيو هيفن (كونيتيكت) and لندن: مطبعة جامعة ييل. ص. 132. ISBN:0-300-11204-1. OCLC:71164004. مؤرشف من الأصل في 2023-03-28.
6. ↑  Starikov, Nikolai (19 May 2012). "Ложь и правда о заградотрядах" [Lies and the truth about the detachments] (بالروسية). Archived from the original on 2022-05-10. Retrieved 2018-09-15.
7. ↑  "ПРИКАЗ О РАСФОРМИРОВАНИИ ОТДЕЛЬНЫХ ЗАГРАДИТЕЛЬНЫХ ОТРЯДОВ № 0349 29 октября 1944" [Order for the Reforming of the Separate Blocking Detachments: No. 349, 29 October 1944]. Combat operations of the Red Army in the Great Patriotic War (بالروسية). Archived from the original on 2023-04-04.
8. ↑   This article incorporates text from a publication now in the ملكية عامة: Stalin، Joseph (28 يوليو 1942). Order No. 227 by the People's Commissar of Defence of the USSR . ترجمة: Frank from www.stalingrad-info.com. موسكو – عبر ويكي مصدر. {{استشهاد}}: روابط خارجية في |translator= (مساعدة)صيانة الاستشهاد: مكان بدون ناشر (link)
9. ↑  Vasilevsky, Aleksandr Mikhaylovich (1973). Дело всей жизни [A Lifelong Cause] (بالروسية). موسكو: Politizdat. OCLC:236175083.
10. ↑  [Hill, Alexander: The Great Patriotic War of the Soviet Union, 1941–45. A documentary reader. Abingdon 2009, p. 103.]
11. ↑  Merridale، Catherine (2006). Ivan's War: Life and Death in the Red Army, 1939-1945. New York : Metropolitan Books. ص. 158. ISBN:0-8050-7455-4. OCLC:60671899.